# Matamp
 (août 2016).
Matamp est un fabricant anglais d'amplificateurs pour guitares électriques, créé en 1964.

## Histoire
Le créateur de Matamp, Mat Mathias, crée une entreprise nommé RadioCraft en 1945. Celle-ci se met à construire  des amplificateurs pour la scène musicale bourgeonnante au début des années 1960. Son atelier se trouve derrière le magasin de son épouse. Par la suite, son atelier devient un studio d'enregistrement, puis le label MAT Records.
Au début des années 1960, Tony Emerson, un ami de long terme de Mat et designer d'amplificateurs hi-fi, rejoint Mat afin de créer MATAMP (venant de "Mat and Tony Amplifiers"). L'entreprise collabore avec Peter Green de Fleetwood Mac.
Après le départ de Tony, l'entreprise crée un partenariat avec Clifford Cooper, qui a un magasin de musique à Londres appelé Orange, et commence à produire des amplificateurs sous le nom Orange Matamp. En 1971, Orange Matamp dépasse les ventes de Marshall dans le secteur des amplificateurs pour guitares[réf. nécessaire]. 
Néanmoins, en raison de désaccords sur la stratégie commerciale,  le partenariat s'arrête[Quand ?] et Clifford Cooper continue à produire des amplificateurs sous le nom Orange Music Electronic Company.